# مغاغة

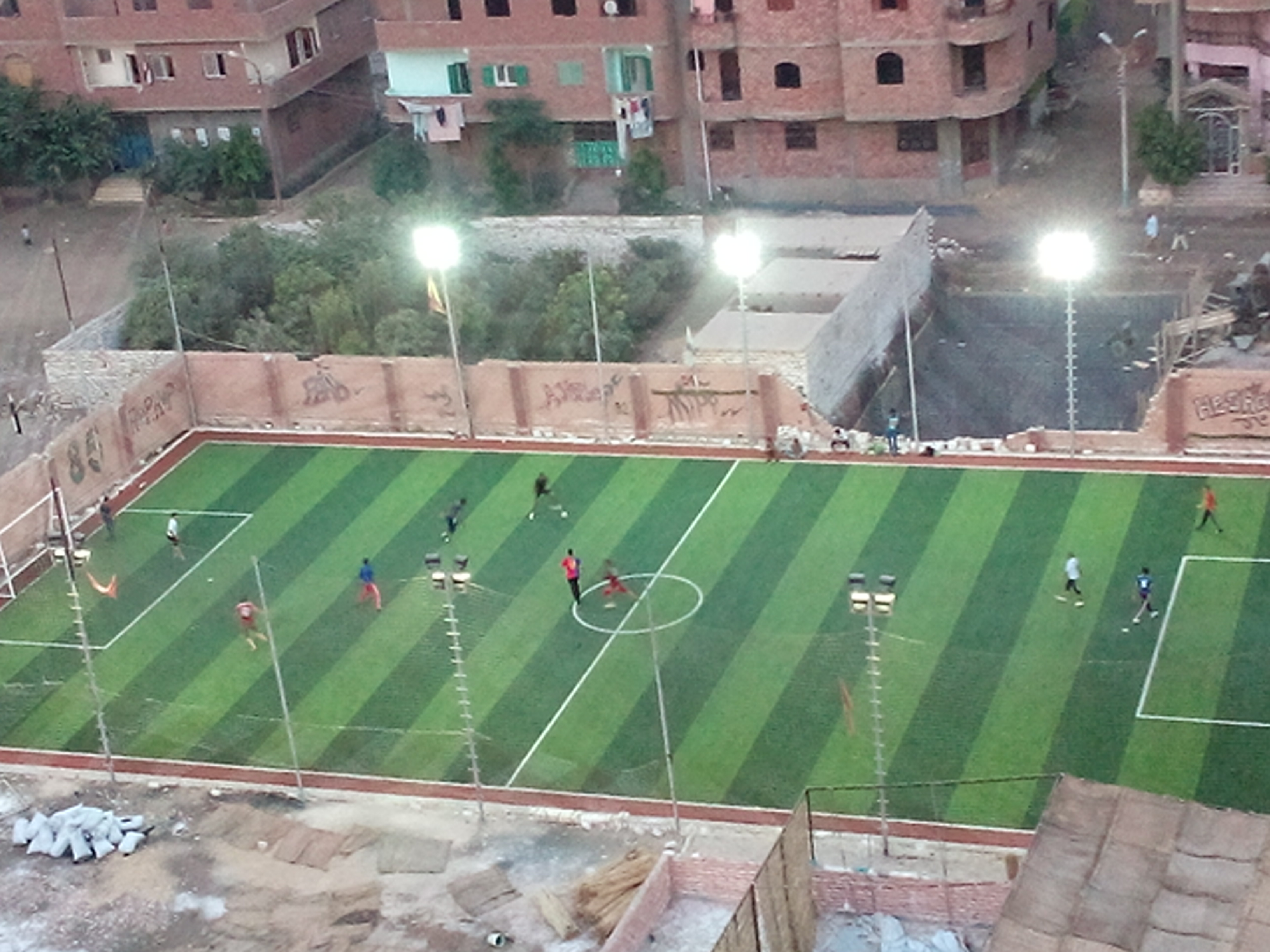
ملعب كرة قدم السلام يقع في شمال مدينة مغاغة بحي العبور، تقسيم السلام

مدينة مغاغة هي مدينة مصرية وعاصمة مركز مغاغة بمحافظة المنيا وتقع على الضفة الغربية لنهر النيل. تبعد المدينة عن محافظة المنيا بحوالي 70 كم على الضفة الغربية لنهر النيل، وعن مدينة بني سويف بما يقارب 60 كم. وتشتهر بحلج الأقطان ومصنع البصل وبعض المساحات الزراعية الكبيرة المستخدمة إما في زراعة الذرة أو القمح.
وتعتبر مدينة مغاغة من أكبر مراكز محافظة المنيا تعدادا للسكان وهي أول مراكز المنيا ويحدها من الشمال مركز الفشن ومن الجنوب مركز بني مزار ومن الشرق نهر النيل وقرية شارونه ومن الغرب مركز العدوة. ويتكون المركز من ستة (6) قرى رئيسية وعدد 41 تابع. وتبلغ مساحة المركز 52,092 فدان تقريبا، ويبلغ عدد سكان المركز حوالي 430,456 نسمة تقريبا وعدد سكان المدينة 81,787 نسمة تقريباً.
ومن أشهر أبنائها عميد الأدب العربي الدكتور طه حسين ويوجد شارع باسمه داخل المدينة، والأديب يعقوب الشاروني، واللواء عبد الجواد أحمد عبد الجواد مدير مصلحة السجون ومساعد وزير الداخلية. بالإضافة لبعض لاعبي كرة القدم مثل أحمد حسن قائد المنتخب المصري وعماد النحاس وأيضاً بعض المطربين مثل الفنان الشعبي حكيم والفنان سيد علي.
وترجع تسميتها بذلك الاسم إلى أحد المصريين القدماء حيث كان يقطن بها وله بها عدة قصور هدمت في العصر الحديث ويوجد بها مجموعة قليلة من القصور وتقع على الضفة الغربية لنهر النيل.
تنقسم مغاغة إلى
- مجلس مدينة مغاغة: والذي يضم الأحياء المدنية (العبور - منشأة الجزائر - منشأة المصري - منشأة فوزية - قليني - ووسط المدينة)

مجالس قروية
- مجلس قروي شم (يضم مجموعة من القرى بالقرب من قرية شم مثال شم القبلية والبحرية وأبو بشت وغيرها من القرى)
- مجلس قروي برطباط (مجلس قروى برطباط يضم مجموعة قرى بالقرب من قرية برطباط)
- مجلس قروي آبا (العباسية - قفادة- عباد شارونة - الشيخ زياد - دهروط وقرى أخرى)
- مجلس قروي شارونة (قرية شارونة وجزيرة شارونة والكوم الأخضر وقرارا وزاوية الجدامي وأولاد الشيخ)
- مجلس قروي ميانة (قرية ميانة - بلهاسه - ملاطية - سيف النصر وقرى أخرى)

## وصلات خارجية
- صفحة مدينة مغاغة من موقع محافظة المنيا

نبذة عن مغاغة